# Gianni Simoni
Gianni Simoni (Brescia, 17 giugno 1938 – Brescia, 3 settembre 2024) è stato un magistrato e scrittore italiano.

## Biografia

### Attività giudiziaria
Gianni Simoni è stato magistrato dal 1967. È stato giudice istruttore, affrontando processi importanti per criminalità organizzata, terrorismo ed intrecci tra politica e malaffare. Dal 1974 a Brescia, a Milano dal 1985, alla procura generale come pubblico ministero.
Ha sostenuto l'accusa per l'appello dell'omicidio di Giorgio Ambrosoli e condotto l'inchiesta giudiziaria sulla morte di Michele Sindona nel carcere di Voghera Ha avuto un ruolo importante nelle indagini sulla Strage di piazza della Loggia. È  andato anticipatamente in pensione dalla magistratura.

### Attività letteraria
Nel 2009 ha pubblicato per Garzanti il saggio "Il caffè di Sindona", scritto insieme all'ex magistrato Giuliano Turone, in cui viene ricostruita la vita e la morte del banchiere sulla base degli atti giudiziari dei diversi processi di cui è stato protagonista. In seguito si è dedicato alla scrittura di romanzi gialli, pubblicando per TEA una ventina di libri che costituiscono due serie: quella ambientata a Brescia con il commissario Miceli e l'ex giudice Petri e l'altra ambientata a Milano (Le indagini di Andrea Lucchesi), con protagonista un ispettore dalla pelle nera (con padre toscano e madre eritrea). Il suo libro d'esordio è entrato al terzo posto nella classifica degli ebook più venduti la seconda settimana di ottobre 2012
Con il primo libro sull'ispettore Andrea Lucchesi, Piazza San Sepolcro, è giunto in finale al Premio Fedeli. Le due serie hanno avuto un buon successo di pubblico, vendendo oltre centomila copie con i primi undici romanzi.

## Opere

### Le indagini del giudice Petri
1. Un mattino d'ottobre, 2007 Foschi. ISBN 9788889325223
2. Commissario domani ucciderò Labruna, 2010 Tea. ISBN 9788850220359
3. Lo specchio del barbiere, 2010 Tea. ISBN 9788850220366
4. La morte al cancello, 2011 Tea. ISBN 9788850223176
5. Pesca con la mosca, 2012 Tea. ISBN 9788850225941
6. Il ferro da stiro, 2012 Tea. ISBN 9788850227204
7. Chiuso per lutto, 2013 Tea. ISBN 9788850232475
8. L'apparenza inganna, giudice Petri,(solo e-book) 2013 Tea. ISBN 9788850235001
9. Troppo tardi per la verità, 2014 Tea. ISBN 9788850235421
10. La scomparsa di De Paoli, 2015 Tea. ISBN 9788850239603
11. Fiori per un vagabondo, 2016 Tea. ISBN 9788850239627
12. La chiave rubata e altre storie, 2018 Tea. ISBN 9788850251407

### Le indagini di Andrea Lucchesi
1. Piazza San Sepolcro, 2012 Tea (ISBN 9788850227136)
2. Il filosofo di via del Bollo, 2013 Tea (ISBN 9788850229833)
3. Sezione Omicidi, 2013 Tea (ISBN 9788850230242)
4. Contro ogni evidenza, 2014 Tea (ISBN 9788850233397)
5. Omicidio senza colpa, 2015 Tea (ISBN 9788850236008)
6. Tiro al bersaglio, 2017 Tea (ISBN 9788850239610)
7. Il singhiozzo del violino, 2019 Tea

### Saggi
- Il caffè di Sindona, 2009 Garzanti (ISBN 9788811620518)

### Altro
- Il merlo, 2020 Tea (ISBN 9788850259021)